# Murray Motor Car Company (Massachusetts)
Murray Motor Car Company war ein US-amerikanischer Hersteller von Automobilen aus Massachusetts.

## Unternehmensgeschichte
John J. McCarthy übernahm 1921 die Reste der aufgelösten Murray Motor Car Company aus Newark in New Jersey. Die war ihrerseits das Nachfolgeunternehmen der Murray Motor Car Company aus Pittsburgh in Pennsylvania. McCarthy gründete daraufhin das neue Unternehmen in Boston. Er setzte die Produktion von Automobilen fort. Der Markenname lautete weiterhin Murray, möglicherweise Murray-Mac. Die Verkaufszahlen blieben gering. Es ist nicht eindeutig geklärt, wann die Produktion endete. Eine Quelle meint frühestens 1928 und spätestens 1931. Eine andere Quelle gibt an, dass 1927 noch ein Fahrzeug entstand, und tippt auf 1929. Angeboten wurden die Fahrzeuge noch bis 1931. Es gibt Hinweise darauf, dass 29 Fahrzeuge entstanden.
Die Church Manufacturing Company hatte bereits zwischen 1902 und 1903 Fahrzeuge als Murray vermarktet.

## Fahrzeuge
Es ist möglich, dass noch Fahrgestelle des Vorgängerunternehmens aufgebraucht wurden. Der Radstand weicht nur um ein Zoll (2,54 cm) ab. Ein Hinweis darauf ist, dass eine Limousine von 1926 noch ohne Vorderradbremsen auskam.
Die Fahrzeuge hatten jetzt Sechszylindermotoren mit 52 PS Leistung. Das Fahrgestell hatte 328 cm Radstand. 1921 gab es einen Superb Six als zweisitzigen Roadster.
Für die Zeit von 1926 bis 1927 ist ein Six überliefert, der als fünfsitzige Limousine und als zweisitziger Roadster erhältlich war.

## Modellübersicht
| Jahr      | Modell     | Zylinder | Leistung (PS) | Radstand (cm) | Aufbau                                |
| --------- | ---------- | -------- | ------------- | ------------- | ------------------------------------- |
| 1921      | Superb Six | 6        | 52            | 328           | Roadster 2-sitzig                     |
| 1926–1927 | Six        | 6        | 52            | 328           | Limousine 5-sitzig, Roadster 2-sitzig |